# Microdon tabanoides
Microdon tabanoides är en tvåvingeart som beskrevs av Hull 1944. Microdon tabanoides ingår i släktet myrblomflugor, och familjen blomflugor. Inga underarter finns listade i Catalogue of Life.